# Ascoli Calcio 1898 FC
L'Ascoli Calcio 1898 Football Club, meglio nota come Ascoli, è una società calcistica italiana con sede nella città di Ascoli Piceno. Milita in Serie C, terza divisione del campionato italiano di calcio.
Fondato il 1º novembre 1898, l'Ascoli è uno dei club più antichi d'Italia ancora attivi. È soprannominato "La Regina delle Marche" in quanto è la squadra più blasonata della regione Marche, vantando 16 stagioni in Serie A, categoria nella quale il suo miglior piazzamento è il quarto posto della stagione 1979-80, e 27 in Serie B, categoria dove nell'annata 1977-78 stabilì il record di punti (61) nei tornei italiani a 20 squadre e due punti a incontro. Il periodo più vittorioso dell'Ascoli è quello coincidente con la presidenza di Costantino Rozzi, che guidò la società dal 1968 al 1994.
Il suo palmarès annovera, a livello nazionale, due campionati di seconda serie e due di terza serie, oltre a un Torneo di Capodanno, la Red Leaf Cup (quadrangolare nel quale l'Ascoli fu inviata dalla FIGC a rappresentare l'Italia) e a una Supercoppa di Lega di Serie C; inoltre ha partecipato 51 di volte alla Coppa Italia. In ambito internazionale la formazione marchigiana vanta una Coppa Mitropa, assieme al raggiungimento di una finale di Coppa Anglo-Italiana.
La formazione picena si colloca al 31º posto nella classifica perpetua della Serie A e al 34º posto nella graduatoria della tradizione sportiva italiana secondo i criteri della FIGC e al 18º posto nella Classifica perpetua della Serie B.
I colori sociali sono il bianco e il nero.

## Storia

### Le origini

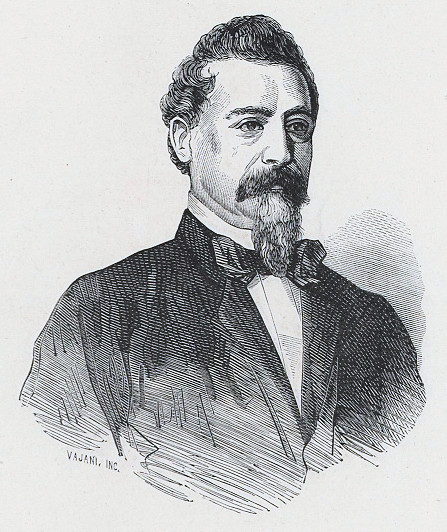
Il patriota Candido Augusto Vecchi (1814-1869), alla cui memoria fu intitolato in origine l'Ascoli Calcio.

La nascita della società, denominata in principio Candido Augusto Vecchi, avvenne il 1º novembre 1898, ma fu annunciata pubblicamente solo il 2 giugno 1901. I dodici giovani ascolani che fondarono la compagine in Via delle Canterine la intitolarono alla memoria dell'omonimo colonnello garibaldino, nato a Fermo, ma divenuto cittadino adottivo dalla città di Ascoli Piceno in seguito al matrimonio con una donna della nobile famiglia ascolana dei Luciani. Il sodalizio, nei primi tempi, si occupò di varie discipline sportive, tra le quali il calcio e, in prevalenza, il ciclismo. Nel 1905, soprattutto per motivi politici, la società cambiò nome in Ascoli Vigor, ma fino al 1907 il gioco del calcio era praticato solo in gare amichevoli contro squadre semisconosciute. Ad aprire alla partecipazione a tornei ufficiali fu il figlio del portiere della sede del club, Wilson Bruschi, appena dodicenne, che intervenne durante una riunione dei soci fondatori esponendo una raccolta firme che aveva superato le mille adesioni. Wilson fu in un primo momento rimproverato dal padre, ma il suo intervento fu invece apprezzato dal consiglio d’amministrazione che si complimentò col ragazzino. In seguito la società avrebbe regalato due abbonamenti a vita per le partite dell’Ascoli alla famiglia Bruschi.
In seguito all'interruzione del primo conflitto mondiale la passione per il calcio si riaccese nel 1919 e, dopo lunga gestazione, nel 1921 si costituì l'Unione Sportiva Ascolana, presieduta dal giornalista Giuseppe Secondo Squarcia. Nel 1922, per potenziare la società sportiva, la presidenza venne assunta dal Senatore Ing. Giovanni Tofani, pioniere dell'industrializzazione nel Piceno. Negli anni si succedettero alla presidenza il Marchese Piero Sacconi Natali e il Dott. Carlo Vecchiotti.
Nel 1925 fu costruito lo stadio comunale dei Giardini (poi intitolato a Ferruccio Corradino Squarcia). Nel 1926 l'impianto fu inaugurato con un'amichevole contro la Lazio.
Il primo vero campionato federale ufficiale di Terza Divisione fu disputato nel 1927, e l'Ascoli si classificò al 1º posto. Fu la prima di tante promozioni che videro la squadra salire gradualmente in Serie C, raggiungendo in quegli anni il miglior piazzamento del 2º posto in tale categoria. Nel 1936 si pensò di rinnovare il fondo dello Squarcia, di dotarlo di manto erboso e di migliorare le piste di atletica leggera. Anche in questo caso all'inaugurazione partecipò la Lazio, ma a causa della pioggia il campo tornò nelle condizioni precedenti.
Negli anni 1930 e 1940 l'Ascoli disputò stagioni di Serie C e Serie D, giocando i primi derby con le altre principali società marchigiane: l'Anconitana, la Fermana, la Maceratese, la Sambenedettese, la Vis Pesaro ed altre.

### Il secondo dopoguerra
Dopo la seconda guerra mondiale, nel 1944-45 vi fu un primo timido tentativo di ripresa delle competizioni calcistiche con le squadre rionali, poi unificate nell'Associazione Sportiva Ascoli. Questa squadra riprese a giocare ereditando il livello occupato, prima del conflitto, dall'Unione Sportiva Ascolana (Lega Sud di Serie C). Nel 1947-48 la Lega deliberò la riforma dei campionati italiani di Serie B e C (al quale ultimo risultavano iscritte ben 286 società). Fu disposto il blocco delle promozioni e l'Ascoli, 12º nel girone F della Lega Centro, fu iscritto al nuovo campionato di Promozione, come tutte le squadre classificate dal 3º posto in poi.
Nel 1952 la Lega decise di suddividere il campionato di Promozione in due serie: le migliori classificate avrebbero dato vita al campionato di IV Serie, le altre avrebbero formato il campionato di Promozione regionale. L'Ascoli, 3º nel girone L, conquistò l'accesso al livello superiore.

### L'interessamento di Cino Del Duca

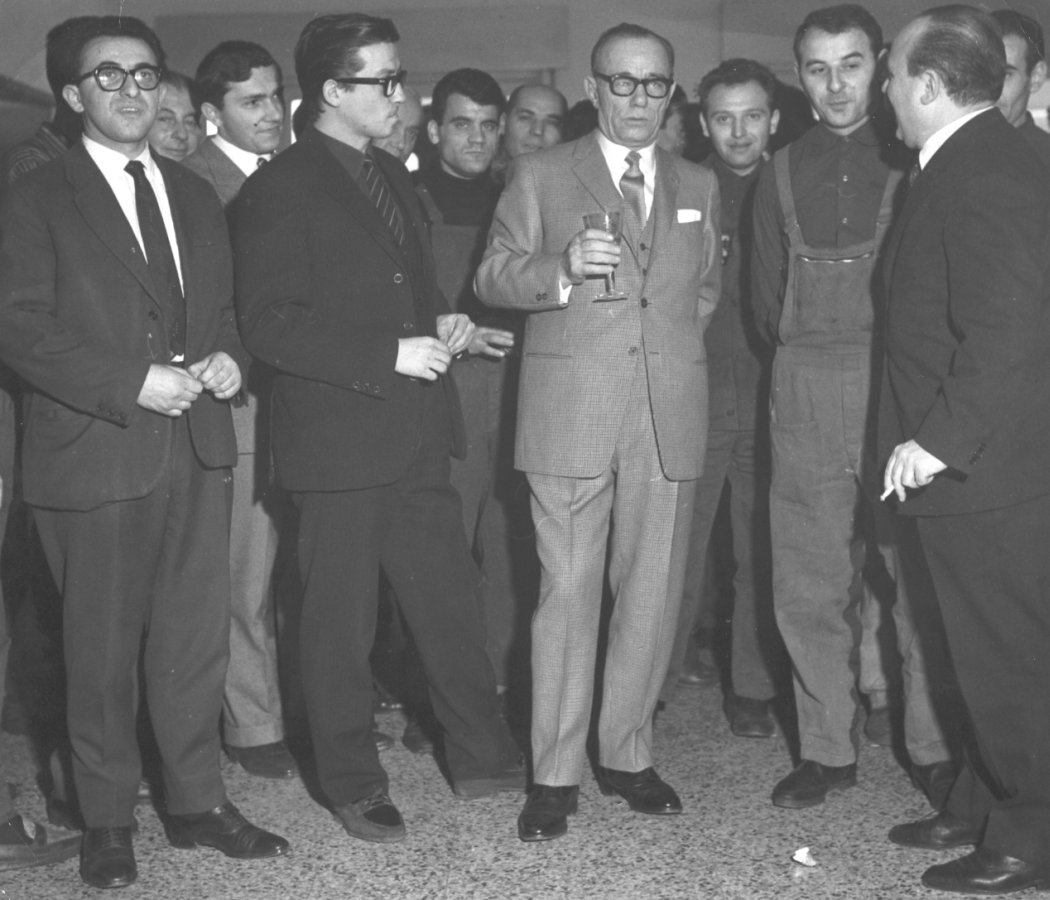
Cino Del Duca (al centro col bicchiere in mano).

Nella stagione 1954-55 l'Ascoli toccò il punto più basso della sua storia retrocedendo in Promozione regionale, con la società preda di gravissimi problemi finanziari. Si legge sulla stampa quotidiana locale di quel periodo: «Davanti ad un passivo di oltre dodici milioni la situazione era talmente critica che il presidente Giammiro fece contattare Mario Benvenga, nipote dell'editore Cino Del Duca, per lanciare un SOS ad un uomo che, nato in provincia, a Montedinove, era divenuto uno degli editori più importanti a livello francese».
L'appello fu accolto. Il produttore cinematografico Cino Del Duca presentò ad Ascoli in anteprima mondiale il film Grisbì e consegnò un assegno di un milione di lire. La società prese il nome di Del Duca Ascoli. Il mecenate divenne presidente onorario, e Benvenga fu nominato commissario con l'incarico di riorganizzare il sodalizio e risollevare economicamente la società. Già nella stagione 1956-1957 l'Ascoli, classificandosi al 1º posto, tornò in IV Serie.
Nella stagione 1958-59 il nuovo club risalì in Serie C, pur essendosi classificato al 4º posto nel campionato vinto dalla Maceratese. La Lega, infatti, cambiò le regole dopo l'inizio del campionato, deliberando un nuovo allargamento della Serie C.

### Anni sessanta e settanta

Carlo Mazzone vanta nove stagioni da giocatore e sette totali da allenatore dell'Ascoli, compresa quella della prima promozione in A.

Negli anni 1960 si posero le basi per il futuro sviluppo della società. L'iniziativa fu presa da un gruppo di giovani imprenditori e operatori economici che ritennero importante favorire l'affermazione di una forte società sportiva con i colori bianconeri.
Nel 1962 fu inaugurato il nuovo stadio, che l'amministrazione comunale avrebbe in seguito intitolato ai fratelli Cino e Lillo Del Duca. Durante la sua presidenza, Del Duca acquistò un intero piano del palazzo costruito dai fratelli Santori in corso Vittorio Emanuele, destinandolo a sede della società e a residenza degli atleti. Alla sua morte (1967) la presidenza onoraria passò alla vedova, la signora Simone, che donando cento milioni alle casse della società espresse il desiderio di rinunciare all'incarico quando la squadra avesse raggiunto la promozione.
Negli stessi anni l'Ascoli giocò in serie C numerosi derby con la Sambenedettese, tutti segnati dall'accesa rivalità delle due compagini. Quello giocato al Ballarin il 14 febbraio 1965 è ricordato però in modo particolare per il tragico episodio della morte del portiere bianconero Roberto Strulli. Strulli, in uscita bassa su Alfiero Caposciutti, venne colpito involontariamente al viso da una ginocchiata dell'attaccante, e riportò la frattura della mandibola. Morì all'ospedale di San Benedetto del Tronto dopo 14 ore di coma.

#### L'arrivo di Costantino Rozzi

L'Ascoli della prima promozione in Serie B, stagione 1971-1972

Alcuni giovani imprenditori ascolani, intanto, avevano cominciato ad interessarsi delle sorti dell'Ascoli Calcio. Il loro punto di ritrovo era il bar/ristorante "Trieste". Si trattava di Bruno Loreti, commerciante, Carlo Sabatini, imprenditore edile, Giuliano Moricone, assicuratore, Iachino Pallotta, medico dentista, Roberto Benigni, imprenditore, Gino Regoli, imprenditore nel settore trasporti, e Walter Panichi, imprenditore edile. Il loro obiettivo a questo punto era rilevare la società e rilanciarla. Innanzitutto era necessario avere un capitale iniziale e da questo punto di vista si diede molto da fare Giuliano Moricone, che girava costantemente con un blocchetto di ricevute pronto ad accogliere ogni nuovo contributo; al momento di nominare un presidente, nel corso di un incontro avvenuto presso la sede di Corso Vittorio Emanuele, si individuò in Costantino Rozzi, figura emergente nell'economia locale, la persona giusta per ricoprire l'incarico, data la sua esuberanza, il suo entusiasmo, la grande capacità comunicativa.
Nel 1968 Rozzi, di professione impresario edile e fino a quel momento digiuno di calcio, divenne il nuovo presidente con l'intento di rimanervi solo sei mesi, giusto il tempo di risanare il bilancio. La sua comparsa fu, invece, la svolta decisiva, poiché egli si appassionò al calcio ed alla sua squadra al punto che non solo non rinunciò all'incarico, ma si spinse a dichiarare di voler portare l'Ascoli fino alla Serie A. Gino Regoli e Walter Panichi erano i veri "esperti" di calcio e operavano come un direttore generale ed un direttore sportivo.

L'Ascoli della prima promozione in Serie A, stagione 1973-1974

Nella stagione 1971-72 la squadra, affidata all'emergente Carlo Mazzone e trascinata dal marcatore Renato Campanini, vinse il campionato e approdò per la prima volta alla serie cadetta. Nel 1972 la società, affrancandosi dagli ultimi retaggi della Del Duca, prese il nome di Ascoli Calcio 1898. Già nel 1972-73 la matricola bianconera si classificò al 4º posto, mancando la promozione per un solo punto; ma il torneo successivo la vide totalizzare 51 punti e piazzarsi al 1º posto insieme al Varese. Era la prima squadra marchigiana a conquistare la massima serie: per questo motivo, e per le numerose partecipazioni al campionato di serie A, i tifosi rivendicano all'Ascoli il titolo di "Regina delle Marche".
L'estate della promozione lo stesso Rozzi si occupò dei lavori di ampliamento dello stadio, aumentandone in tempi strettissimi la capienza fino a 36.000 posti (anni dopo essi sarebbero stati ridotti a 20.550). Nel campionato del debutto in serie A (stagione 1974-75) i bianconeri di Mazzone conquistarono la salvezza. La stagione successiva vide però la prima retrocessione, arrivata solo all'ultima giornata a causa della peggior differenza reti rispetto alla Lazio.

#### L'Ascoli dei record

L'Ascoli della seconda promozione in A nel 1977-1978

La società bianconera si riscattò ampiamente due anni dopo, nella stagione 1977-78, celebre come il "campionato dei record". Benché partisse senza i favori del pronostico, la squadra ottenne un numero ragguardevole di punti, distanziando di 17 lunghezze la seconda in classifica e battendo tutti i record (di punteggio, vittorie conseguite e reti segnate) della serie cadetta a 20 squadre. Raccolse infine 61 punti, con 26 vittorie, 9 pareggi e 3 sconfitte, realizzando 73 gol e subendone 30. Capocannoniere dell'Ascoli allenato da Antonio Renna, promosso con sette giornate di anticipo, fu il giovane Claudio Ambu (17 reti), seguito da Giovanni Quadri (14) e dal regista Adelio Moro (13, di cui 9 su rigore). La stagione è ricordata anche per i famosi cross "alla Roccotelli" (o rabona), già sperimentati dal centrocampista Giovanni Roccotelli nella sua precedente stagione al Cagliari.

### Anni ottanta
Gli anni 1980 furono per l'Ascoli un vero e proprio periodo d'oro fin dall'inizio. E fu in questo periodo che il Presidente Costantino Rozzi prese con più decisione in mano le redini e la gestione della squadra. Nel 1979-80 i bianconeri guidati da Giovan Battista Fabbri raggiunsero il miglior risultato di sempre piazzandosi al 5º posto, che valse ai marchigiani il primato fra tutte le squadre del Centro-Sud, e sfiorando la qualificazione in Coppa UEFA. Quell'anno il Milan, che si era classificato terzo, fu retrocesso per illecito sportivo, e L'Ascoli sali così al quarto. Quell'anno però solo due erano i posti disponibili per le italiane in coppa UEFA. 

L'Ascoli della terza promozione in A nel 1985-1986

A fine campionato l'Ascoli fu invitato in Canada per rappresentare il calcio italiano nel torneo The Red Leaf Cup (la Coppa della Foglia Rossa), organizzato dalla Federazione canadese per promuovere questo sport nel Nordamerica. I giocatori erano riluttanti a partecipare, e dopo una stagione piena di soddisfazioni avrebbero preferito andare in vacanza, ma Costantino Rozzi li motivò rimarcando il significato di un torneo del genere per gli emigrati italiani e per il nome dell'Ascoli nel mondo. Il torneo, cui parteciparono anche squadre come Botafogo, Nancy e Rangers, fu vinto proprio dalla formazione marchigiana.
La stagione seguente (1980-81) vide il ritorno di Mazzone, che sarebbe restato al timone dell'Ascoli per tutta la prima metà degli anni 1980. Fu un campionato difficile e la squadra, pur essendo sostanzialmente immutata, si ritrovò di nuovo a lottare per la salvezza. Ma anche questa stagione riservò un successo: l'Ascoli si aggiudicò infatti il Torneo di Capodanno, organizzato dalla Lega a causa di un lungo stop del campionato in gennaio. Qualificatasi per la finale, in programma vari mesi dopo a fine campionato, la squadra si aggiudicò il trofeo battendo la blasonata Juventus.
Nel campionato 1981-82, dopo un inizio stentato, l'Ascoli disputò una grande stagione chiudendo al 6º posto e sfiorando di nuovo la qualificazione alla Coppa UEFA. In questo torneo si ricorda la contestazione del direttore di gara Enzo Barbaresco per aver arbitrato in modo discutibile l'incontro Ascoli-Roma alla fine vinto per 1-0 dai giallorossi.

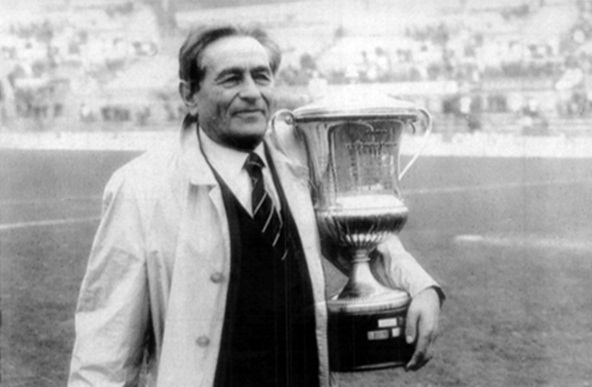
Costantino Rozzi con la Coppa Mitropa 1986-1987 vinta dal club

La stagione 1981-82 fu l'ultimo campionato di vertice per l'Ascoli Calcio, che da quel momento avrebbe sempre rincorso l'obiettivo minimo della salvezza, fallendolo nelle stagioni 1984-85 e 1989-90 ma centrando ambo le volte una nuova promozione al primo tentativo. Un episodio singolare caratterizzò la stagione 1985-86. L'Ascoli ottenne la promozione matematica in serie A accontentandosi di un pareggio (0-0) in un incontro giocato piuttosto male. Si trattava però proprio del derby contro la Sambenedettese, e il particolare significato della partita scatenò i tifosi, che si spinsero fino ad assediare la squadra nello stadio proprio nel giorno del trionfo. Lo stesso tecnico Vujadin Boškov, presentatosi a fornire spiegazioni, rischiò l'aggressione e dovette ripararsi dentro l'impianto.
Nel decennio d'oro l'Ascoli si accreditò come “provinciale terribile”, battendo più volte in casa (e talora anche in trasferta) le formazioni più blasonate del calcio italiano e meritando al Del Duca una fama di campo difficile. Dalla seconda metà degli anni 1980 crebbe anche il prestigio del vivaio ascolano, che sfornava calciatori di buon livello. I vari Agostini, Carillo, Iachini, Scarafoni furono i componenti di maggior rilievo di una prima squadra costruita in buona parte anche su atleti ascolani.
Nel 1987 l'Ascoli si aggiudicò anche una coppa europea, la Coppa Mitropa, sebbene la competizione fosse ormai decaduta e riservata alle vincitrici dei tornei di seconda divisione.

### Anni novanta

L'Ascoli della quarta promozione in A nel 1990-1991.

Gli anni 1990 sembrarono iniziare nel segno del decennio trascorso, con una nuova promozione in Serie A conquistata in extremis (all'ultimo minuto dell'ultima giornata). La squadra era guidata da Nedo Sonetti (subentrato a Ciccio Graziani prima ancora dell'inizio del campionato) e si valeva dell'apporto di uomini di spicco come l'attaccante brasiliano Walter Casagrande e il portiere Fabrizio Lorieri; qualcosa stava però cambiando e divenne evidente già nel campionato 1991-92, quando la formazione bianconera retrocesse per la prima volta alla fine della stagione successiva alla promozione posizionandosi all'ultimo posto in classifica. Il 1992 segnò anche le dimissioni da consiglieri di Walter Panichi e Roberto Benigni che rimasero tuttavia azionisti della società. Le due stagioni che seguirono videro l'Ascoli in corsa per il ritorno in A, anche grazie alle marcature di Oliver Bierhoff, che pure aveva deluso in massima serie. L'obiettivo però sfuggì entrambe le volte. Nel 1992-93, in particolare, i bianconeri si giocarono la promozione all'ultima giornata, in uno scontro diretto con il Padova che passò negli 11' finali ribaltando il risultato da 1-2 a 3-2.
La stagione 1994-1995 la dirigenza si affidò al tecnico Mario Colautti che ottenne risultati non positivi e il presidente Rozzi decise due esoneri in successione. Rimosso Colautti, sulla panchina ascolana arrivò Angelo Orazi, che tuttavia condivise la sorte del predecessore. La formazione fu infine assegnata ad Alberto Bigon. Il 18 dicembre 1994, poco dopo la vittoria per 3-0 contro il Pescara, muore improvvisamente Costantino Rozzi, operato il giorno prima per una grave emorragia gastrica. I funerali si svolgono alla presenza di allenatori, calciatori e dirigenti convenuti da tutta Italia, del presidente federale Antonio Matarrese, dei lavoratori dipendenti dell'impresa Rozzi e di migliaia di tifosi, al punto da rendere necessario il blocco del centro storico di Ascoli Piceno. È stato stimato che ai funerali dello storico presidente dell'Ascoli vi fu una partecipazione di circa 20.000 persone. La squadra, già povera di risultati, entrò definitivamente in crisi. Bigon si dimise e al suo posto fu richiamato Colautti, ma la classifica finale condannò l'Ascoli dopo 23 anni alla retrocessione in Serie C1. I bianconeri conquistarono comunque un secondo posto nel Coppa Anglo-Italiana, battendo 2-1 in semifinale l'Ancona e uscendo sconfitti dalla finale di Wembley contro la formazione inglese del Notts County sempre per 2-1.

#### Gli anni della Serie C1 (1995-2002)

Enrico Nicolini, tecnico dell'Ascoli in Serie C e suo ex giocatore.

La morte di Rozzi e la retrocessione segnarono la conclusione di un'era, e le circostanze concomitanti lasciavano presagire la fine dello stesso Ascoli, sommerso dai debiti e con una società allo sbando, sull'orlo del fallimento. Alla prima riunione del dopo-Rozzi parteciparono una trentina di persone e fu fatto il punto sulla situazione economica. Alla riunione successiva il numero di partecipanti si ridusse di due terzi, una decina in tutto.
Fu così che alcuni imprenditori locali, guidati dall'industriale ascolano Roberto Benigni, che elesse Presidente il notaio Nazzareno Cappelli, presero l'iniziativa di ripianare i debiti, iscrivendo la squadra al campionato di Serie C1 1995-1996. Nonostante gli sfavori del pronostico (la formazione era stata allestita in fretta e furia), l'Ascoli guidato da Enrico Nicolini giocò un campionato di vertice, anche grazie alle marcature di Walter Mirabelli. Disputato un girone di andata quasi sempre al comando della classifica, giunse infine la qualificazione ai play-off. In una nervosa semifinale i bianconeri superarono 1-0 la Nocerina, scesa al Del Duca con una moltitudine di tifosi, e ottennero poi un pareggio nella gara di ritorno. In finale trovarono il sorprendente Castel di Sangro che sbarrò loro la strada ai calci di rigore, con errore decisivo proprio di Mirabelli.
Il 3 agosto 1996 la nuova dirigenza rese omaggio al presidente scomparso nel 1° Memorial Costantino Rozzi, cui furono invitati il Milan e il Perugia. Il torneo, trasmesso in diretta da Italia 1, fu vinto proprio dall'Ascoli, e l'attaccante bianconero Stefano Pompini fu premiato come miglior giocatore. Nella stagione 1996/97 torna dopo 40 anni il derby con la Fermana, sia all'andata che al ritorno termina 2-2. L'Ascoli si piazza a 43 punti al 7º posto, sei punti fuori dai play-off. L'anno dopo piazzamento peggiore, a 41 punti (pari merito con la Fermana), con la salvezza conquistata a due giornate dalla fine.
Nell'anno del presunto centenario (1998/99) la dirigenza ritenne di compiere uno sforzo economico per riportare l'Ascoli in Serie B. Affidati a Massimo Cacciatori, i bianconeri puntavano soprattutto sulle prestazioni del cannoniere Sossio Aruta, prelevato dalla Fermana. La presentazione della squadra si accompagnò a una grande festa in Piazza del Popolo e per l'occasione furono confezionate divise speciali, con gagliardetto ricamato a mano e la scritta "cento" sulla manica. L'Ascoli del "centenario" fu però ampiamente sopravvalutato, al punto che uno degli attaccanti in forza alla squadra preferì risolvere il contratto dopo aver ricevuto una proposta di lavoro a tempo indeterminato come operaio. Cacciatori fu esonerato e sostituito da Enzo Ferrari, che chiuse la stagione all'8º posto mancando i play-off all'ultima giornata. In questa stagione tra l'altro l'Ascoli dopo 42 anni perse (1-0) il derby con la Fermana che salì in Serie B al suo posto.
Scaduto il mandato quadriennale di Cappelli, la società si diede un nuovo assetto e con il restante Benigni, la squadra fu rinforzata da nuovi acquisti, tra cui spiccava l'attaccante Eddy Baggio, fratello minore del più famoso Roberto. Nel 1999-2000 l'Ascoli riprese a navigare nelle parti alte della classifica, concludendo il torneo al 3º posto. Ai play-off superò la Viterbese e approdò in finale, trovandovi la rivale Ancona. A differenza di quanto previsto nel 1995-96, un pareggio in finale avrebbe promosso la squadra con il miglior piazzamento in campionato, cioè la formazione dorica. Prevalse infatti l'Ancona con un pareggio ai tempi supplementari: dopo il momentaneo vantaggio siglato da Baggio, il giovane anconetano Mirko Ventura segnò la rete decisiva a 2' dalla fine.

### Anni duemila

#### L'era Benigni e il ritorno in Serie A

Nedo Sonetti, per tre volte alla guida dell'Ascoli e mister della quarta promozione in Serie A.

Con Benigni insediatosi alla presidenza nel 2000, la società marchigiana fu protagonista di un'attenta gestione finanziaria tramite la quale estinse in breve tempo dei debiti pregressi dal vecchio millennio. Sul piano sportivo i bianconeri raggiunsero i play-off del campionato di Serie C1, arrendendosi tuttavia al Messina. Nella stagione 2001-02 in panchina giunse Giuseppe Pillon, capace di centrare la promozione grazie anche alle decisive affermazioni casalinghe su Catania e Lodigiani. Al ritorno in seconda serie fece seguito una doppia salvezza, raggiunta dapprima con Pillon e successivamente con Ammazzalorso (subentrato a Dominissini nell'autunno 2003).
Il campionato 2004-05 vide l'Ascoli compiere una partenza stentata, salvo poi recuperare terreno grazie alla prolificità di una coppia offensiva composta da Bucchi e Colacone. Una vittoria contro il Modena all'ultima giornata permise la qualificazione ai play-off, ma in semifinale i piceni capitolarono contro il Torino. Nonostante la disfatta sul campo, la squadra venne poi ripescata in Serie A per il declassamento del Genoa e la precarietà economica del Perugia e degli stessi granata.

#### Il biennio in massima serie (2005-2007)

Il portiere Gianluca Pagliuca, estremo difensore ascolano nella stagione 2006-07, qui fotografato nel 1988 con la maglia della Sampdoria

La stagione del ritorno in massima serie dopo 13 anni annoverò l'Ascoli tra le sorprese del campionato, con i marchigiani capaci tra l'altro di imporre un pari casalingo al Milan. Pur incorrendo nella squalifica di Marco Giampaolo, estromesso per due mesi in quanto si era seduto in panchina senza aver conseguito il regolare patentino da allenatore (ufficialmente risultava essere un semplice collaboratore dell'allenatore Massimo Silva), la formazione ottenne agevolmente la permanenza, resa matematica da un pari contro il già condannato Treviso. La posizione conclusiva fu un decimo posto, con 43 punti in classifica.
Subito dopo la fine del campionato, la dirigenza scelse Attilio Tesser come nuovo allenatore. Le operazioni di mercato videro, tra l'altro, l'ingaggio del portiere quarantenne Gianluca Pagliuca. A causa del difficile avvio in Serie A, nel mese di novembre Tesser fu rimpiazzato da Nedo Sonetti. L'avvicendamento alla guida non sortì un miglioramento significativo, coi bianconeri che conquistarono soltanto 9 punti nel girone d'andata. Confinati per gran parte del torneo in ultima posizione, i marchigiani vennero condannati alla retrocessione a tre giornate dal termine. Soltanto la vittoria contro il Cagliari nel turno finale evitò la posizione di coda, toccata al Messina.

#### Il ritorno in Serie B
Allenata da Ivo Iaconi, la compagine picena chiuse il successivo campionato cadetto all'ottavo posto. Il rapporto dell'allenatore abruzzese con i bianconeri si sciolse in estate, con Nello Di Costanzo chiamato a sostituirlo.
La stagione seguente si aprì all'insegna dei risultati sfavorevoli, e il 20 ottobre lo stesso Di Costanzo fu sostituito dall'esordiente Vincenzo Chiarenza. Il cambio d'allenatore non recò benefici: l'Ascoli raggranellò due soli punti in cinque giornate, al Del Duca contro Rimini e Pisa, sprofondando all'ultimo posto. Anche Chiarenza fu esonerato (7 dicembre) e al suo posto arrivò Franco Colomba. La scelta si rivelò azzeccata: la squadra ottenne subito tre vittorie consecutive e nel girone di ritorno proseguì altrettanto bene, inanellando sei risultati utili. A sei giornate dal termine, battuto 2-1 il Frosinone, l'Ascoli aveva quasi raggiunto la salvezza e si era avvicinato alla zona play-off, ma un inatteso crollo con quattro sconfitte di seguito riportò la squadra a ridosso dei play-out. Con un vantaggio di soli 3 punti, per la permanenza aritmetica in serie B occorreva una vittoria in trasferta contro il già retrocesso Treviso. La compagine marchigiana invece pareggiò per 1-1 contro quella veneta, venendo poi sconfitta all'ultima giornata al Del Duca per 3-2 dal Livorno. La concomitanza di altri risultati fruttò ugualmente la salvezza, ottenuta con un 16º posto a 51 punti insieme a Modena e Salernitana.

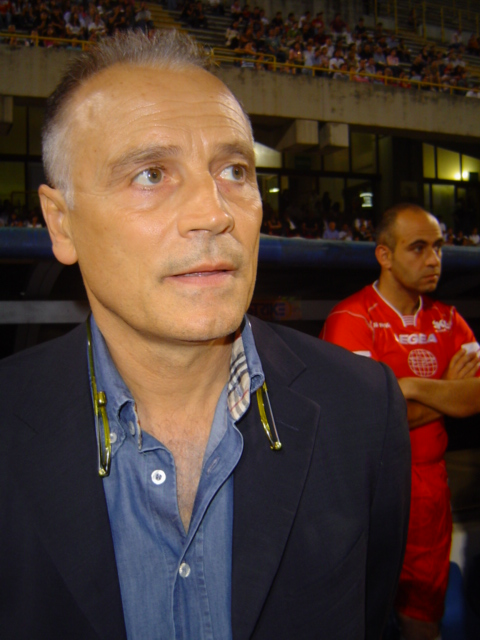
Franco Colomba guidò l'Ascoli in Serie B alla salvezza nel 2008-2009

All'inizio della stagione 2009-10 Colomba fu svincolato e la presidenza si mise in cerca di un nuovo tecnico, con l'obiettivo di riconquistare la massima serie. Il 17 giugno 2009 fu ingaggiato Alessandro Pane, che aveva appena condotto la Reggiana ai play-off di Prima Divisione. La campagna acquisti estiva portò rinforzi come Mirco Antenucci e Marco Bernacci, tornato all'Ascoli dopo un anno di serie A con il Bologna. L'inizio di campionato fu favorevole ai bianconeri, imbattuti fino alla 7ª giornata, con 13 punti conquistati ed una posizione d'alta classifica. La netta sconfitta interna (1-5) contro il Sassuolo interruppe bruscamente la serie positiva, innescando una crisi che si prolungò per altre 7 giornate, che produssero solo due punti. La sconfitta interna per 1-3 nel derby contro l'Ancona (22 novembre) convinse Benigni a sostituire Pane richiamando Pillon. Dopo due sconfitte nelle prime partite, alla vigilia di Natale arrivò il primo punto da uno 0-0 allo Stadio Via del mare in casa del Lecce capolista, e subito dopo la vittoria con il Padova. Il 2010 si aprì all'insegna di una forte ripresa, con cinque vittorie consecutive, che riportò la squadra a metà classifica. Verso la fine del campionato, la squadra iniziò anche a nutrire qualche piccola speranza di potersi piazzare in una posizione valida per i play-off, ma non ci riuscì, chiudendo la stagione al nono posto, a quota 57 punti.
La stagione 2009-10 si caratterizzò per un episodio di fair play che suscitò apprezzamento nei confronti della compagine bianconera. Il 5 dicembre 2009, al Del Duca, su indicazione del tecnico Pillon, la squadra lasciò pareggiare la Reggina dopo essere passata in vantaggio mentre un giocatore ospite era a terra. L'episodio contribuì alla sconfitta per 3-1 dei padroni di casa, ma destò scalpore e sfociò nella proposta, rivolta alla FIFA dallo Herald Tribune e dal New York Times, di insignire la società marchigiana del premio Fair play 2009 al termine della stagione.

### Anni duemiladieci

#### La retrocessione in Lega Pro
Il 31 maggio 2010, all'indomani dell'ultima partita di campionato e congedando Pillon, la società ufficializzò l'ingaggio di Elio Gustinetti per la stagione successiva (contratto di un anno). Dopo 12 giornate, a causa degli scarsi risultati ottenuti (l'Ascoli si trovò ultimo con 10 punti, senza contare una penalizzazione di 3), il tecnico bergamasco venne sollevato dal proprio incarico e sostituito da Fabrizio Castori. Nel corso della stagione la società ricevette complessivamente 6 punti di penalizzazione, per irregolarità nella gestione amministrativa, e la situazione di classifica divenne sempre più difficile. A pochi mesi dal termine del campionato la squadra iniziò ad infilare una notevole serie di risultati positivi, che la portò, il 29 maggio 2011, all'ultima giornata di campionato, alla salvezza diretta. La squadra chiuse a 50 punti la stagione (56 effettivi escludendo la penalizzazione).
Per la stagione 2011-2012 la società confermò Castori in panchina. La stagione si aprì nuovamente all'insegna delle difficoltà: furono infatti assegnati ai marchigiani 7 (in origine erano 10, poi ridotti tramite vari ricorsi) punti di penalizzazione (1 per inadempienze di carattere amministrativo in relazione al versamento dei contributi Enpals e delle ritenute Irpef a beneficio di propri tesserati, 3 per violazione dell'articolo 4 del Codice di Giustizia Sportiva, per responsabilità oggettiva nelle accuse mosse ai calciatori Vincenzo Sommese e Vittorio Micolucci nello scandalo scommesse e 3 per non aver provveduto nei termini previsti al deposito di una serie di attestazioni finanziarie). Dopo le prime 13 giornate di campionato la squadra aveva ottenuto 2 vittorie, 3 pareggi e 7 sconfitte, e all'indomani di una sconfitta con l'AlbinoLeffe la società decise di esonerare Castori in favore di Massimo Silva, il quale 5 anni prima sedeva già sulla panchina dei bianconeri nell'avventura in serie A assieme a Marco Giampaolo. Pian piano, seppur nei primi tempi della nuova gestione il rendimento non fosse ancora così diverso dal precedente, la squadra trovò nuovamente la forza per conquistare quei punti necessari ad evitare non solo la retrocessione diretta, ma anche i play-out. Come avvenuto negli anni precedenti, infatti, la squadra racimolò molti punti nell'ultima fase della stagione, vincendo partite importantissime contro dirette concorrenti per la salvezza. La salvezza matematica fu ufficialmente sancita all'ultima giornata, quando i bianconeri si imposero 2-0 in casa del Padova, con reti di Lorenzo Pasqualini ed Andrea Soncin. I bianconeri chiusero pertanto il loro campionato al quindicesimo posto, avendo conquistato 49 punti (56 effettivi escludendo la penalizzazione).
La stagione 2012-2013 inizia tra alti e bassi, anche se verso la fine del girone d'andata l'Ascoli ottiene 13 punti in cinque partite, avvicinandosi alla zona play-off, ma dopo la sconfitta per 4-3 contro lo Spezia incomincia una serie di risultati negativi che porta i bianconeri a giocarsi tutto all'ultima giornata (Cittadella-Ascoli) per disputare almeno i play-out. Dopo aver sprecato diverse occasioni, al quinto minuto di recupero del secondo tempo il Cittadella segna il gol dell'1-0 decisivo con Baselli, condannando di fatto l'Ascoli a retrocedere in Lega Pro, dopo 12 anni tra Serie A e Serie B.

#### La Lega Pro e il fallimento
La nuova stagione dell'Ascoli inizia nel peggiore dei modi. Prima dell'inizio del campionato, i tifosi marchigiani si ritrovano con il sito web della società sospeso e con una società in silenzio per varie settimane, con il mercato ormai aperto. Dopo una serie di avvertimenti degli ultras ascolani verso la dirigenza per impegni dichiarati e non mantenuti (presentazione del nuovo allenatore e direttore sportivo e un mercato soddisfacente), viene presentato il nuovo tecnico dell'Ascoli, Rosario Pergolizzi; il 20 luglio viene poi ufficializzato Angelo Fabiani come nuovo direttore sportivo. Il 22 luglio viene organizzata dagli Ultras 1898 e tutti i tifosi una manifestazione al C.S. Città di Ascoli contro la dirigenza bianconera in occasione del raduno della squadra, con presenti circa 1000 persone.
Il 30 settembre 2013 tramite assemblea viene decretato il nuovo consiglio di amministrazione e il nuovo presidente Guido Manocchio, con Benigni che lascia la carica dopo 18 anni.
Dopo due mesi, Manocchio lascia la presidenza a Costantino Nicoletti, tentando di risanare i conti della società, che il 17 dicembre 2013 fallisce per bancarotta.

#### La rinascita con l'Ascoli Picchio

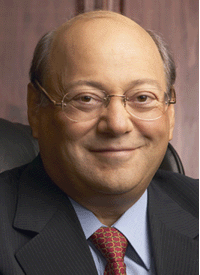
L'imprenditore italo-canadese Francesco Bellini, rifondatore del club nel 2014.

Dopo il fallimento, la società viene affidata ad una curatela fallimentare formata dai commissari Walter Gibellieri, Franco Zazzetta ed Emidio Verdecchia. Il 13 gennaio 2014 viene firmato il bando d'asta con i dettagli sul procedimento per l'acquisto della società, che fissa al 6 febbraio il termine per il pagamento della somma per rilevare il sodalizio.
Nel tardo pomeriggio del 6 febbraio viene aperta l'unica busta pervenuta, contenente l'offerta d'acquisto dell'imprenditore italo-canadese Francesco Bellini, che viene accettata, sancendo così la nascita dell'Ascoli Picchio F.C. 1898. Il 13 maggio 2014 la F.I.G.C. ha trasferito il titolo sportivo del fallito Ascoli Calcio 1898 S.p.A. al nuovo soggetto societario. Bellini nomina come direttore generale l'ex giornalista di Tuttosport Gianni Lovato, affidandogli un piano triennale per riportare l'Ascoli in serie B.
Nella stagione 2014-2015 il club milita nel girone B della Lega Pro, classificandosi secondo alla conclusione del campionato e venendo successivamente eliminato al primo turno dei playoff dalla Reggiana. Alla vigilia della stagione calcistica 2015-2016 l'Ascoli richiede comunque l'ammissione al campionato di Serie B, in seguito alla condanna della capolista Teramo alla retrocessione in Lega Pro per l'illecito attuato nella penultima partita di campionato contro il Savona (ove la vittoria esterna per 0-2 aveva permesso proprio al Teramo di centrare la promozione in Serie B con una giornata di anticipo, rendendo inutile lo scontro diretto con l'Ascoli in programma allo Stadio Gaetano Bonolis all'ultima giornata della stagione regolare).
Il Teramo venne condannato e retrocesso all'ultimo posto in classifica; di conseguenza l'Ascoli risultò la squadra vincitrice della competizione, con conseguente promozione in serie cadetta dopo due anni d'assenza. L'inizio di stagione, segnato da scarsi risultati, portò tuttavia all'esonero del tecnico Mario Petrone in favore di Devis Mangia, che guidò i bianconeri fino al mese di maggio 2016, allorché si dimise per motivi di salute. La squadra venne guidata nel finale di stagione dai componenti rimasti dello staff tecnico, capeggiato da Paolo Cozzi, riuscendo a raggiungere l'obiettivo della salvezza diretta.
Il 13 giugno Francesco Bellini rinunciò alla carica di presidente (mantenendo comunque il controllo del club), carica che fu assegnata all'amministratore unico Andrea Cardinaletti, scelto dallo stesso Bellini; tre giorni dopo vennero ufficializzati gli ingaggi di Cristiano Giaretta come direttore sportivo e di Alfredo Aglietti come allenatore della prima squadra, che terminò la stagione con una salvezza maturata alla penultima giornata contro il Bari.
Dal 1º giugno 2017 l'Ascoli Picchio è guidato dal duo formato da Fulvio Fiorin ed Enzo Maresca. Il duo viene però esonerato a dicembre, con la squadra all'ultimo posto della classifica. Sotto la guida del nuovo tecnico Serse Cosmi la formazione ascolana si risolleva e consegue una serie di risultati positivi, che le consentono via via di scalare varie posizioni della graduatoria fino al raggiungimento del 18º posto finale, valido per i play-out contro la Virtus Entella. Nelle due partite pareggia per 0-0 e, a parità di punteggio e reti segnate, si salva per il miglior piazzamento in classifica.

#### Il ritorno all'Ascoli Calcio
Il 14 giugno 2018 Francesco Bellini, che poco prima aveva annunciato l'intenzione di vendere la società e di aver ricevuto offerte da differenti potenziali acquirenti, dichiara di aver accettato la proposta dell'imprenditore romano Massimo Pulcinelli, titolare di Bricofer S.p.A.
Il 21 giugno 2018 Bricofer lamenta la mancata concessione di una garanzia per l'acquisizione del pacchetto di maggioranza della società, senza la quale, a detta del compratore, non era possibile chiudere la transazione.
Le divergenze tuttavia si appianano e il 3 luglio 2018 l'Ascoli Picchio comunica il closing con Massimo Pulcinelli; una settimana dopo, in una conferenza stampa tenutasi nella sede della società, viene presentato il nuovo assetto amministrativo e dirigenziale. L'acquirente Pulcinelli incamera il 90% delle quote societarie tramite Ferinvest S.r.L., mentre il restante 10% viene suddiviso tra i due soci Giuliano Tosti (nominato presidente) e Gianluca Ciccoianni.
Il 18 luglio 2018 la società comunica il cambio di denominazione in Ascoli Calcio 1898 FC S.p.A.. Sotto la guida di Pulcinelli, l'Ascoli trascorre tre stagioni complessivamente tranquille a metà classifica, conservando abbastanza agevolmente la Serie B, ma senza accedere ai playoff.
Nell'estate del 2021 il soggetto societario di diritto statunitense North Sixth Group, avente sede a New York e facente capo all'imprenditore Matt Rizzetta (già presente nel calcio italiano con una partecipazione nel Campobasso Calcio), entra nella compagine azionaria dell'Ascoli acquisendo il 31% delle azioni, con un'opzione per arrivare al 51%; quest'ultima non viene però fatta scattare, sicché a fine 2021 la società risulta non avere un azionista di maggioranza assoluta, ché al 31% di Rizzetta e al 39% rimasto a Ferinvest (e quindi a Pulcinelli) si sommano il 20% di Distretti Ecologici e il 10% di Rabona Mobile.
Nel 2021-2022 la squadra si piazza sesta in Serie B, accedendo ai play-off per la promozione in Serie A, da cui esce al primo turno; la stagione 2022-2023 vede invece il "Picchio" nuovamente a metà classifica. Nel mentre Rizzetta rimette parte delle sue quote, scendendo al 19% dell'azionariato: il 12% torna così a Pulcinelli tramite la sussidiaria Cedibi S.r.L.
Al termine della stagione 2023-2024 il club retrocede in Serie C, dopo nove campionati di fila passati in seconda serie.
Il 23 giugno 2025 l’Ascoli Calcio, con una nota ufficiale sul proprio sito, annuncia che l'imprenditore romano Bernardino Passeri diventa il nuovo amministratore unico del club bianconero.

## Colori e simboli

### Colori

Costantino Rozzi, presidente del club dal 1968 al 1994, fotografato con i suoi celebri calzini rossi

I colori sociali dell'Ascoli sono il bianco e il nero. La divisa classica prevede una maglia a strisce verticali bianconere, abbinata a calzettoni e calzoncini bianchi. Una tradizione introdotta all'inizio degli anni 2000 prevede che ogni anno, in occasione del turno casalingo più vicino al 18 dicembre, anniversario della morte di Costantino Rozzi, l'Ascoli scenda in campo con dei calzettoni rossi, in ricordo del presidentissimo, il quale era solito indossare dei calzini rossi come gesto scaramantico.
Ecco di seguito una carrellata di alcuni dei template adottati nel corso della storia del club.
| Divisa con i colori comunali | Divisa adottata in epoca fascista | Divisa classica | Divisa Adidas 1986 |

| Divisa UHL 2002-03 | Divisa Lotto 2005-06 | Divisa Legea 2006-07 | Divisa Legea 2007-08 |

### Simboli ufficiali

#### Stemma
Negli anni ottanta il gagliardetto dell'Ascoli recava sul lato destro un castello in campo rosso (simbolo del comune) e sul sinistro una serie di strisce verticali bianconere. Alla fine degli anni novanta il giallo venne sostituito dall'oro, frapposto alle bande bianconere, e lo stemma tornò circolare - come negli anni settanta - contornato dalla scritta Ascoli Calcio 1898, sempre di color oro su sfondo bianco.
Lo stemma dell'Ascoli Picchio F.C. adottato nel 2014 (a seguito della decisione del nuovo sodalizio di non adottare nessuno degli emblemi di proprietà del disciolto Ascoli Calcio, acquistati all'asta fallimentare) è stato realizzato sotto la supervisione della moglie del presidente Francesco Bellini. Si presenta sotto forma di scudo svizzero palato bianco-nero (ricalcando in tal modo la forma dello stemma originale dell'A.S. Del Duca) con una fascia rossa centrale contenente il simbolo comunale di Ascoli Piceno. Una fascia trasversale bianca, posta a mezza altezza e incurvata verso il basso, contiene il nome del club, mentre la cuspide dello scudo contiene l'immagine di un picchio stilizzato a forma di lettera B, mutuato dal simbolo delle aziende del presidente Bellini (tale animale era già stato adottato nella simbologia del club - sebbene con una diversa veste grafica - negli anni ottanta, per rappresentare il territorio ascolano).
Col ritorno della denominazione Ascoli Calcio, nel 2018 lo stemma ha ricuperato la storica foggia partita tra il castello su fondo rosso e la palatura bianco-nera, inserita nella parte medio bassa di un ancile, il cui terzo superiore è invece bianco e contiene la ragione sociale, intervallata dalla bandiera italiana.

#### Mascotte
La mascotte dell'Ascoli è il picchio stilizzato, riferito all'uccello totemico degli antichi Piceni. Questo simbolo è l'unico utilizzato nelle maglie indossate dall'Ascoli della gestione Rozzi, ma è stato anche in uso in alcune divise sociali adottate durante le gestioni Cappelli/Benigni. Secondo un'antichissima tradizione greco-romana, il popolo dei Sabini attraversò l'Appennino seguendo un totem, un animale guida identificato nel “picchio”, di cui venivano interpretati i movimenti e i comportamenti per trarne indicazioni sulla direzione del viaggio. Inoltre, si narra che il Picchio si posò sul loro vessillo guidandoli nel Piceno. Nelle figurine Panini, la mascotte attribuita all'Ascoli è raffigurata spesso come una torre merlata antropomorfizzata.

#### Inno
L'Ascoli Calcio ha avuto diversi inni, tutti composti da artisti ascolani. Alcuni di essi, tre nello specifico, hanno avuto l'approvazione della società, ma molte sono le canzoni indipendenti dedicate da artisti della zona alla squadra dell'Ascoli Calcio. 
Il primo inno ufficiale fu scritto in occasione dell'esordio della squadra in serie A da Enzo Titta, insegnante di scienze del liceo classico di Ascoli Piceno, musicista polistrumentista. I versi iniziali sono:
Si sono poi succeduti altri due inni riconosciuti dalla società. Negli anni 1980 è stata la volta di Ascoli sei grande dei Well's Fargo, comunemente intonato dalla Curva Sud. Suggestivo nella sua semplicità, "Ascoli sei grande" è l'inno che accompagna i giocatori in campo all'inizio della partita.
Negli anni 2000 è apparso Cuore bianconero del gruppo ascolano dei Nerkias. In linea con la vocazione satirica della band, quest'inno non è scevro di elementi goliardici:
Anche questo inno è stato eseguito al Del Duca a inizio partita, in special modo nel primo decennio del nuovo millennio, ma il suo incedere umoristico ha maggior presa nelle piazze (ove viene cantato a squarciagola) piuttosto che nella curva. Rimane il fatto che l'inno storico del maestro Titta è ancora diffuso al termine dell'incontro in caso di vittoria.
Negli ultimi anni il cantante ascolano Claudio Zucchetti ha inciso alcune canzoni che hanno ottenuto un ottimo gradimento tra i tifosi bianconeri, fra le quali "Sono Ascolano", "Un sogno in bianco e nero", "L'ultimo grido di libertà" e "Ciao presidente" (dedicata al Presidentissimo Rozzi).
L'ultima canzone di Zucchetti dedicata all'Ascoli è uscita nell'agosto 2012, dal titolo "La Regina delle Marche".
Negli anni 70/80 si sono inoltre susseguite almeno altre quattro o cinque canzoni dedicate all'Ascoli: ricordiamo la divertente "Ascolì Ascolà... e il pallone in rete sta" cantata da una tifosa della Valdaso e la suadente canzone di Pino Mercuri che si concludeva con un verso beneaugurante: "Vincere il campionato in serie A".

## Strutture

### Stadio
L'Ascoli Calcio disputa gli incontri casalinghi allo stadio Cino e Lillo Del Duca in via delle Zeppelle. Fino al 1962 l'Ascoli Calcio disputava gli incontri casalinghi allo stadio Ferruccio Corradino Squarcia, ora adibito alla disputa del torneo cavalleresco della Quintana di Ascoli Piceno.

### Centro di allenamento
Dalla stagione 2017-2018 gli allenamenti della prima squadra e di quelle giovanili (e le loro partite di campionato) si svolgono nel centro sportivo "Picchio Village", sorto dalle ceneri del centro sportivo "Città di Ascoli" che la società aveva abbandonato dalla stagione 2014-2015, diventato di proprietà della Banca Marche dopo il fallimento e riacquistato dopo una lunga trattativa nell'agosto 2016, iniziando subito dopo i lavori di ristrutturazione.
Il Centro è composto da 2 campi in erba naturale di dimensioni 105x62 m, 1 campo in erba naturale 90x55 m, 1 campo da calciotto, 1 campo sintetico di vecchia generazione 100x60 m, 1 campo sintetico professional 105x62 m, 1000 metri quadrati di spogliatoi (suddivisi fra prima squadra e settore giovanile), illuminazione, tribune e parcheggi. In particolare la prima squadra è dotata di una palestra, una sala video, uffici per lo staff tecnico, spogliatoi per calciatori e staff tecnico, ufficio medico, infermeria/fisioterapia, magazzini e lavanderia. Il settore giovanile può contare su 11 spogliatoi, di cui 4 destinati ad eventuale terna arbitrale e all'antidoping, uffici per lo staff, stanza fisioterapia e una palestra.
Per tre stagioni la società si era è allenata presso il centro "Ecoservices" di Campolungo di Ascoli. Le squadre giovanili invece si dividevano tra il centro "F.lli Agostini", situato in zona basso Marino, e il campo "Tony Stipa" di Piattoni di Castel di Lama.
Il 19 agosto 2015 la società aveva annunciato l'acquisto del centro "F.lli Agostini" con un piano di ristrutturazione che prevedeva per l'inizio della stagione 2016-2017 il completamento del nuovo "Punto Calcio Picchiarello". Dopo numerosi problemi e lungaggini la società ha rinunciato all'acquisto dei terreni.

## Società
L'unico azionista dell'Ascoli Calcio è l'imprenditore romano di origini picene Bernardino Passeri che detiene, attraverso la Distretti Ecologici Holding and S.p.A., il 100% del pacchetto azionario societario. 

### Organigramma societario
Dal sito Internet ufficiale della società.
- Distretti Ecologici Holding and S.p.A. - Proprietario
- Famiglia Passeri - Proprietario
- Bernardino Passeri - Presidente  e Amministratore Unico
- Matteo Patti - Direttore Sportivo
- Marco Maria Marcolini - Segretario Generale
- Marco Evangelista - Segretario Sportivo
- Camillo Carlini - Responsabile Settore Giovanile

### Sponsor
| Cronologia degli sponsor tecnici - 1978-1979 Admiral - 1979-1981 Pouchain - 1981-1985 POP84 - 1985-1987 Adidas - 1987-1989 Uhlsport - 1989-1991 Adidas - 1991-1994 Ennerre - 1994-1996 Admiral - 1996-1998 Ennerre - 1998-1999 Galex - 1999-2001 Legea - 2001-2005 Uhlsport - 2005-2006 Lotto - 2006-2012 Legea - 2012-2016 Max Sport - 2016-2025 Nike - 2025-oggi: Kappa |

## Allenatori e presidenti
Di seguito la cronologia degli allenatori e dei presidenti.
- 1898-1926 ...
- 1926-1927  Bakony
- 1927-1928  Lovy
- 1928-1929  Szalay
- 1929-1931 ...
- 1931-1932  Silvio Stritzel
- 1932-1936 ...
- 1936-1937  Orlando Tognotti
 István Fögl
- 1937-1938  István Fögl
- 1938-1940  Orlando Tognotti
- 1940-1941  Mario Malatesta
- 1941-1942  István Fögl
- 1942-1943  Maximiliano Faotto
- 1943-1951 ...
- 1951-1952  Del Grosso
- 1952-1954  Ivo Buzzegoli
- 1954-1955  Enzo Bellini
- 1955-1956  Silvano Grassi
- 1956-1958  Alfredo Notti
- 1958-1959  Ivo Buzzegoli
- 1959-1960  Gianmarco Mezzadri
- 1960-1961  Gianmarco Mezzadri
 Sergio Pisonini
- 1961-1962  Aroldo Collesi
 Skender Perolli
- 1962-1963  Skender Perolli
 Alfredo Notti
- 1963-1965  Alfredo Notti
- 1965-1967  Leo Zavatti
- 1967-1968  Dino Da Costa
- 1968-1969  Evaristo Malavasi
 Carlo Mazzone
 Guido Capello
 Carlo Mazzone
- 1969-1970  Alberto Eliani
 Carlo Mazzone
- 1970-1975  Carlo Mazzone
- 1975-1976  Enzo Riccomini
- 1976-1977  Enzo Riccomini
 Giovanni Mialich
 Enzo Riccomini
- 1977-1979  Antonio Renna
- 1979-1980  Giovan Battista Fabbri
- 1980-1981  Giovan Battista Fabbri
 Carlo Mazzone
- 1981-1984  Carlo Mazzone
- 1984-1985  Carlo Mazzone
 Vujadin Boškov
- 1985-1986  Vujadin Boškov
- 1986-1987  Aldo Sensibile
 Ilario Castagner
- 1987-1988  Ilario Castagner
- 1988-1989  Ilario Castagner
 Eugenio Bersellini
- 1989-1990  Eugenio Bersellini
 Aldo Agroppi
- 1990-1991  Francesco Graziani
 Nedo Sonetti
- 1991-1992  Giancarlo De Sisti
 Massimo Cacciatori
- 1992-1993  Massimo Cacciatori
- 1993-1994  Angelo Orazi
 Mario Colautti
- 1994-1995  Mario Colautti
 Angelo Orazi
 Albertino Bigon
 Mario Colautti
- 1995-1996  Enrico Nicolini
- 1996-1997  Enrico Nicolini
 Francesco Scorsa
 Enrico Nicolini
- 1997-1998  Salvatore Esposito
 Massimo Cacciatori
- 1998-1999  Massimo Cacciatori
 Enzo Ferrari
- 1999-2000  Enzo Ferrari
- 2000-2001  Enzo Ferrari
 Gianni Simonelli
- 2001-2003  Giuseppe Pillon
- 2003-2004  Loris Dominissini
 Aldo Ammazzalorso
- 2004-2005  Marco Giampaolo e  Massimo Silva (D.T.)
- 2005-2006  Massimo Silva
- 2006-2007  Attilio Tesser
 Nedo Sonetti
- 2007-2008  Ivo Iaconi
- 2008-2009  Nello Di Costanzo
 Vincenzo Chiarenza
 Franco Colomba
- 2009-2010  Alessandro Pane
 Giuseppe Pillon
- 2010-2011  Elio Gustinetti
 Fabrizio Castori
- 2011-2012  Fabrizio Castori
 Massimo Silva
- 2012-2013  Massimo Silva
 Rosario Pergolizzi
 Massimo Silva
- 2013-2014  Rosario Pergolizzi
 Bruno Giordano
 Flavio Destro
- 2014-2015  Mario Petrone
- 2015-2016  Mario Petrone
 Devis Mangia
 Cesare Beggi
- 2016-2017  Alfredo Aglietti
- 2017-2018  Fulvio Fiorin ed  Enzo Maresca
 Fulvio Fiorin
 Serse Cosmi
- 2018-2019  Vincenzo Vivarini
- 2019-2020  Paolo Zanetti
 Guillermo Abascal
 Roberto Stellone
 Guillermo Abascal
 Davide Dionigi
- 2020-2021  Valerio Bertotto
 Delio Rossi
 Andrea Sottil
- 2021-2022  Andrea Sottil
- 2022-2023  Cristian Bucchi
 Roberto Breda
- 2023-2024  William Viali
 Fabrizio Castori
 Massimo Carrera
- 2024-2025  Massimo Carrera
 Cristian Daniel Ledesma (Ad Interim)
 Domenico Di Carlo
 Mirko Cudini
 Domenico Di Carlo
- 2025-  Francesco Tomei

- 1898-1901  Giuseppe Celani
- 1901-1905  L. Fortis
- 1905-1915  Antonio Silvestri
- 1919-1922  Giuseppe Secondo Squarcia
- 1922-1923  Giovanni Tofani
- 1923-1924  Piero Sacconi Natali
- 1924-1925  Carlo Vecchiotti
- 1925-1927  Giovanni Poli
- 1927-1929  Vincenzo De Scrilli
- 1929-1931  Vasco Bruno Sgariglia
- 1931-1932  Domenico Sassaroli
- 1932-1933  Enrico Priori
- 1933-1934  Emidio Angelini
- 1934-1935  Ugo Liberi
- 1935-1936  Aldo Tarlazzi
- 1936-1941  Giuseppe Mazzocchi
- 1941-1942  Ezio Pallotta
- 1942-1946  Carlo Bartoli
- 1946-1947  Giuseppe Silva
- 1947-1948  Ernestina Panichi Seghetti
- 1948-1949  Serafino Barbieri
- 1949-1951  Silvio del Duca Giugni
- 1951-1952  Agostino Tabani
- 1952-1954  Augusto Giammiro
- 1954-1955  Mario Benvenga
- 1955-1956  Cino Del Duca
- 1956-1962  Pacifico Saldari
- 1962-1968  Leone Cicchi
- 1968-1994  Costantino Rozzi
- 1994-1995  Elio Rozzi
- 1995-1999  Nazzareno Cappelli
- 1999-2013  Roberto Benigni
- 2013-2014  Guido Manocchio[56]
 Costantino Nicoletti[57]
 Walter Gibellieri,  Emidio Verdecchia,  Franco Zazzetta (curatori fallimentari)[58]
- 2014-2016  Francesco Bellini
- 2016-2017  Andrea Cardinaletti (amministratore unico)
- 2017-2018  Francesco Bellini
- 2018-2019  Giuliano Tosti
- 2019-2025  Carlo Neri
- 2025-  Bernardino Passeri

## Palmarès

### Competizioni internazionali
- Coppa Mitropa: 1

1986-1987
* The Red Leaf Cup: 1
1980
- Torneo di Capodanno: 1

1981

### Competizioni giovanili
- Campionato Primavera 2: 1

2019-2020 (girone B)

### Altre competizioni
- Serie B: 2

1977-1978, 1985-1986
- Supercoppa Serie C: 1

2002
- Serie C1: 1

2001-2002 (girone B)
- Lega Pro: 1

2014-2015 (girone B)
- Campionato Marchigiano: 3

1926-1927, 1937-1938, 1956-1957

## Statistiche e record

### Partecipazione ai campionati
| Livello | Categoria                 | Partecipazioni | Debutto   | Ultima stagione | Totale |
| ------- | ------------------------- | -------------- | --------- | --------------- | ------ |
| 1º      | Serie A                   | 16             | 1974-1975 | 2006-2007       | 16     |
| 2º      | Serie B                   | 27             | 1972-1973 | 2023-2024       | 27     |
| 3º      | Seconda Divisione         | 1              | 1927-1928 | 1927-1928       | 37     |
| 3º      | Campionato Meridionale    | 1              | 1928-1929 | 1928-1929       | 37     |
| 3º      | Prima Divisione           | 4              | 1930-1931 | 2013-2014       | 37     |
| 3º      | Serie C (LNCS)            | 1              | 1945-1946 | 1945-1946       | 37     |
| 3º      | Serie C                   | 23             | 1938-1939 | 2025-2026       | 37     |
| 3º      | Serie C1                  | 7              | 1995-1996 | 2001-2002       | 37     |
| 4º      | Seconda Divisione         | 1              | 1929-1930 | 1929-1930       | 10     |
| 4º      | Promozione                | 4              | 1948-1949 | 1951-1952       | 10     |
| 4º      | IV Serie                  | 3              | 1952-1953 | 1954-1955       | 10     |
| 4º      | Campionato Interregionale | 2              | 1957-1958 | 1958-1959       | 10     |

In 90 stagioni sportive disputate a livello nazionale, compresi 4 tornei di terzo livello e 1 di quarto livello organizzati dal Direttorio Meridionale. Sono escluse la stagione 1926-1927 e le stagioni tra il 1933 e il 1938 e fra il 1955 e il 1957, in cui l'Ascoli partecipò a campionati organizzati dal Comitato Regionale Marchigiano.

### Statistiche di squadra
- Numero di stagioni in Serie A: 16

L'Ascoli della stagione 1979-1980, quarto classificato in Serie A.

- Numero di retrocessioni in Serie B: 5
- Maggior numero di stagioni consecutive in Serie A: 7 (dal 1978-79 al 1984-85)
- Miglior piazzamento: 4º posto (1979-80)
- Peggior piazzamento:

14° su 16: 1975-76 e 1984-85
18° su 18: 1989-90 e 1991-92
19° su 20: 2006-07
- Maggior numero di punti realizzati in una stagione:

34 (1979-80, 30 partite, 2 punti a vittoria)
29 (1988-89, 34 partite, 2 punti a vittoria)
43 (2005-06, 38 partite, 3 punti a vittoria)
- Minor numero di punti realizzati in una stagione:

22 (1984-85, 30 partite, 2 punti a vittoria)
14 (1991-92, 34 partite, 2 punti a vittoria)
27 (2006-07, 38 partite, 3 punti a vittoria)
- Maggior numero di reti realizzate in una stagione:

35 (1979-80, 30 partite)
30 (1988-89, 34 partite)
43 (2005-06, 38 partite)
- Minor numero di reti realizzate in una stagione:

14 (1974-75, 30 partite)
20 (1989-90, 34 partite)
36 (2006-07, 38 partite)
- Maggior numero di reti subite in una stagione:

40 (1984-85, 30 partite)
68 (1991-92, 34 partite)
67 (2006-07, 38 partite)
- Minor numero di reti subite in una stagione:

21 (1981-82, 30 partite)
41 (1988-89, 34 partite)
53 (2005-06, 38 partite)
- Maggior numero di vittorie in una stagione:

11 (1979-80, 30 partite)
9 (1988-89, 34 partite)
9 (2005-06, 38 partite)
- Minor numero di vittorie in una stagione:

4 (1975-76 e 1984-85, 30 partite)
4 (1989-90 e 1991-92, 34 partite)
5 (2006-07, 38 partite)
- Maggior numero di sconfitte in una stagione:

13 (1986-87, 30 partite)
24 (1991-92, 34 partite)
21 (2006-07, 38 partite)
- Minor numero di sconfitte in una stagione:

7 (1979-80 e 1981-82, 30 partite)
14 (1988-89, 34 partite)
13 (2005-06, 38 partite)
- Maggior numero di pareggi in una stagione:

15 (1975-76, 30 partite)
13 (1989-90, 34 partite)
16 (2005-06, 38 partite)
- Minor numero di pareggi in una stagione:

9 (1982-83, 30 partite)
6 (1991-92, 34 partite)
12 (2006-07, 38 partite)
- Maggior numero di vittorie consecutive: 3 (1980-81 e 1988-89)
- Maggior numero di pareggi consecutivi: 5 (1974-75, 1975-76 e 1984-85)
- Maggior numero di sconfitte consecutive: 5 (1991-92)
- Maggior numero di risultati utili consecutivi: 12 (1981-82)
- Maggior numero di partite consecutive senza vittoria: 18 (1989-90)
- Vittoria più larga in casa:

Ascoli-Torino 3-0 (1978-79 e 1987-88)
Ascoli-Roma 3-0 (1979-80)
Ascoli-Udinese 3-0 (1979-80, 1981-82 e 1982-83)
Ascoli-Avellino 4-1 (1983-84)
Ascoli-Fiorentina 3-0 (1987-88)
Ascoli-Verona 3-0 (1988-89)
Ascoli-Chievo 3-0 (2006-07)
- Vittoria più larga in trasferta:

Inter-Ascoli 2-4 (1979-80)
Udinese-Ascoli 0-2 (1981-82)
Torino-Ascoli 0-2 (1986-87)
- Sconfitta più larga in casa:

Ascoli-Juventus 0-5 (1986-87)
Ascoli-Verona 0-5 (2012-13)
- Sconfitta più larga in trasferta:

Juventus-Ascoli 7-0 (1983-84)
- Partita con più reti in casa:

Ascoli-Milan 2-5 (2006-07)
- Partita con più reti in trasferta:

Juventus-Ascoli 7-0 (1983-84)
Torino-Ascoli 5-2 (1991-92)

### Statistiche individuali
Di seguito i primi 10 giocatori per presenze e reti con la maglia dell'Ascoli nei campionati, coppe escluse. In grassetto eventuali giocatori ancora in attività con la maglia del club marchgiano.
| Record di presenze - 275 Luigi Giambruno (1935-1945, 1946-1952) - 263 Mario Vivani (1967-1977) - 250 Augusto Pavoni (1942-1943, 1945-1957) - 236 Eugenio Perico (1973-1981) - 232 Domenico Oddi (1953-1963) - 230 Giuliano Castoldi (1970-1980) - 228 Adelmo Capelli (1961-1969) - 219 Carlo Mazzone (1960-1969) - 214 Francesco Scorsa (1974-1983) - 207 Daniele Di Donato (2007-2013) | Record di reti - 74 Renato Campanini (1969-1975) - 51 Domenico Mercuri (1955-1959) - 48 Oliver Bierhoff (1991-1995) - 48 Andrea Soncin (2007-2009, 2011-2013) - 45 Augusto Pavoni (1942-1943, 1945-1957) - 41 Umberto Nardi (1939-1941, 1942-1943, 1945-1949) - 41 Pastore (195?-1959) - 38 Walter Casagrande (1987-1991) - 35 Guidetti (19??-19??) - 34 Giuliano Bertarelli (1970-1973) - 34 Luigi Traini (1956-1960) |

## Tifoseria

### Diffusione e politica
L'Ascoli può fregiarsi di un tifo molto passionale, una piazza sicuramente difficile in cui giocare, vista la grande visceralità con cui viene vissuta la partita da parte del pubblico bianconero. 
La maggioranza dei tifosi bianconeri proviene da Ascoli Piceno e dai comuni limitrofi: nella provincia è sostanzioso il seguito dai comuni dell'entroterra; fuori dai confini provinciali il tifo bianconero è molto radicato in parte del Fermano e del Maceratese. Numerosi anche i tifosi bianconeri provenienti dalla Val Vibrata (territorio settentrionale della provincia di Teramo ma storicamente e culturalmente legato ad Ascoli).
Va ricordato che l'Ascoli, essendo la prima squadra marchigiana a raggiungere la serie A nel 1974 e capace di disputarvi 16 campionati, ha conquistato un numero ragguardevole di tifosi in varie altre zone della regione. Anche per questo motivo l'Ascoli negli anni d'oro riusciva a riempire uno stadio di 34.000 posti (oggi ridotto a 20.000), nonostante le modeste dimensioni della città. Fuori dai confini regionali e del vicino Abruzzo sono presenti nuclei di tifosi nel Bolognese.
Per quanto riguarda l'orientamento politico dei gruppi organizzati, questi si possono inquadrare su posizioni riconducibili alla destra e all'estrema destra, facendo riferimento anche all'ideologia neofascista. Nel corso degli anni alcuni tifosi si sono stati protagonisti di episodi di riproposizione del saluto romano, così come nel caso del giocatore Leonardo Perez, giocatore dell'Ascoli Calcio dal 2014 al 2018, accusato di effettuare il saluto alla curva.

### Gemellaggi e rivalità
La curva ascolana è gemellata con gli Ultras 1932 della Fortitudo Bologna e con gli Ultras Monaco 1994 del Monaco; con gli ultras monegaschi vi è uno stretto rapporto che vede gli ultras delle due squadre presenti insieme sia nel Principato sia nel Piceno in occasione delle partite delle due squadre o in altre occasioni come nel 23 luglio 2013, per il torneo di calcio a 5 organizzato dagli Ultras 1898 in memoria dei tifosi bianconeri scomparsi, in cui hanno partecipato gli Ultras del Principato di Monaco.
Altre amicizie sono con le tifoserie di Padova, Bari, Lazio, Santegidiese, Reggina e Salernitana.
Negli anni ottanta la curva ascolana ne strinse uno con i tifosi del Verona, ma esso si sciolse in capo a soli cinque anni, a causa di un episodio in cui una frangia della tifoseria veronese non aveva accettato di buon grado l'amicizia, spingendosi a levare cori da stadio ostili verso gli ascolani, al grido di “terroni”.
Le principali rivalità della tifoseria ascolana sono: Sambenedettese, Ancona, Pescara, Perugia, Ternana, Avellino, Inter, Napoli, Fiorentina, Pisa, Chieti, Livorno, Roma, Teramo, Genoa, Sampdoria, Cosenza, Lecce, Messina, Cavese e Nocerina.

## Organico

### Rosa 2025-2026
Rosa e numerazione aggiornati al 20 agosto 2025.
| N. |                         | Ruolo | Calciatore          |
| -- | ----------------------- | ----- | ------------------- |
| 1  | Italia (bandiera)       | P     | Samuele Vitale      |
| 3  | Italia (bandiera)       | D     | Manuel Nicoletti    |
| 4  | Italia (bandiera)       | C     | Samuele Damiani     |
| 5  | Ghana (bandiera)        | C     | Moses Odjer         |
| 6  | Albania (bandiera)      | C     | Emanuele Ndoj       |
| 7  | Italia (bandiera)       | A     | Andrea Silipo       |
| 8  | Italia (bandiera)       | C     | Gianluca Carpani    |
| 10 | Italia (bandiera)       | A     | Ferdinando Del Sole |
| 11 | Italia (bandiera)       | A     | Enrico Oviszach     |
| 14 | Italia (bandiera)       | A     | Kevin Gorica        |
| 15 | Italia (bandiera)       | A     | Simone D'Uffizi     |
| 16 | Italia (bandiera)       | D     | Lorenzo Cosimi      |
| 17 | Burkina Faso (bandiera) | C     | Abdoul Guiebre      |
| 18 | Italia (bandiera)       | A     | Simone Corazza      |
| 19 | Italia (bandiera)       | D     | Damiano Menna       |

| N. |                      | Ruolo | Calciatore        |
| -- | -------------------- | ----- | ----------------- |
| 20 | Italia (bandiera)    | D     | Andrea Caucci     |
| 21 | Italia (bandiera)    | C     | Luca Lo Scalzo    |
| 22 | Italia (bandiera)    | P     | Rocco Dente       |
| 23 | Italia (bandiera)    | D     | Manuel Alagna     |
| 24 | Italia (bandiera)    | C     | Augusto Bando     |
| 27 | Italia (bandiera)    | D     | Francesco Cozzoli |
| 29 | Italia (bandiera)    | A     | Filippo Palazzino |
| 30 | Argentina (bandiera) | D     | Marcos Curado     |
| 33 | Italia (bandiera)    | D     | Nicholas Rizzo    |
| 46 | Italia (bandiera)    | P     | Davide Barosi     |
| 62 | Italia (bandiera)    | C     | Tommaso Milanese  |
| 67 | Italia (bandiera)    | A     | Mattia Gagliardi  |
| 90 | Italia (bandiera)    | C     | Francesco De Witt |
| 99 | Italia (bandiera)    | P     | Matteo Raffaelli  |

### Staff tecnico
Staff tratto dal sito ufficiale dell'Ascoli aggiornata a luglio 2025.
- Francesco Tomei - Allenatore
- Giuseppe Agostinone - Allenatore in seconda
- Antonio Gentile - Collaboratore prima squadra
- Antonio Clementelli - Preparatore dei portieri
- Stefano Valentini - Preparatore atletico responsabile
- Fabio De Felice - Match Analyst
- Vincenzo Paradisi - Recupero infortunati
- Siriano Cordoni - Responsabile Sanitario
- Renzo Mandozzi - Medico Prima Squadra
- Emiliano Di Luigi, Andrea Santori, Matteo De Rubertis - Fisioterapisti